# Кувшин
Кувши́н — широкий, внизу округлый сосуд с горлышком и ручкой. Изготавливается из керамики (традиционно), стекла, металла, пластмассы. Используется для подачи и хранения воды и напитков, и других целей.

## История
Характерная форма кувшина с носиком (или загибом верхнего края) для слива жидкости с одной стороны и ручкой с противоположной сложилась в давние времена. Иногда кувшин дополняется крышкой. Наряду с горшком кувшин имел важное ритуальное значение в погребальных обрядах многих народов.
Древнегреческий кувшин для вина — ойнохойя имел три устьица. Таким образом из ойнохойи можно было одновременно наполнять три чаши.
В Среднем Поднепровье обнаружены в небольшом количестве зарубинецкие (III / II в. до н. э. — II в. н. э.) керамические кувшины с лощёной поверхностью. Это относительно высокие сосуды с высоким и узким горлом, имеющие ручку. В могильниках поянешти-лукашевской культуры (начало II века до н. э. — конец I века до н. э.) — чёрнолощёные кувшины самых разнообразных форм, но обязательно с узкой горловиной. Ручки этих кувшинов X-образные.
В древнерусском городе до конца XVII — начала XVIII века наряду с ведром глиняный кувшин использовался для переноски воды. Кувшин, имевший объём меньше ведра (на Руси объём ведра составлял более-менее постоянную стандартную величину), ставился на плечо. Такие кувшины часто встречаются при археологических раскопках русских городов. Они декорировались и зачастую имеют надписи, указывающие на хозяина утвари. Так, на территории Москвы было найдено два кувшина с надписями и, если первый принадлежал неизвестной женщине («Федорин кувшин»), то на втором кувшине значится имя посадского человека Григория Афанасьева, державшего лавку в Китай-городе и имевшего дом в Земляном городе. В более поздний период (XIX—XX в.) подобным образом вода продолжала переноситься на Ближнем, Среднем Востоке и Средиземноморье, в том числе и в Испании.
В глиняных, а также в более редко встречавшихся металлических, кувшинах на стол подавались напитки. До середины — конца XVII в. в городах в основном использовалась чёрнолощёная посуда, которую частично вытеснила поливная ценинная (глазурованная), в том числе горшки и кувшины. Ценинные кувшины для праздничной подачи напитков к столу были очень декоративны. Однако поливная посуда была слишком дорога для небогатых горожан.
В Германии «кувшин» (нем. Kanne) была старинная мера жидкости. Баварский кувшин равнялся 1,07 литра, в Тюрингии и Дрездене — 0,9355 литра. До 1884 года в Германии «Kanne» было официальным вторым наименованием литра.